# レーガン・ドクトリン
レーガン・ドクトリン（英語: Reagan Doctrine）は、冷戦末期にソビエト連邦の国際的な影響力に対抗するアメリカ合衆国大統領ロナルド・レーガンにより策定され実行された戦略である。1980年代前期から1991年の冷戦終結までの10年たらずの間、このドクトリンはアメリカ合衆国の外交政策の中心をなした。
レーガン・ドクトリン下でのアメリカは、アジア、アフリカ、ラテンアメリカにおいてソ連の支援を受ける共産主義政権から巻き返す努力をし、反共ゲリラやレジスタンス運動に対する公然および非公然の支援活動を行った。このドクトリンは政権の総合的な冷戦戦略の一環として、こうした地域でのソ連の影響を減退するために作成された。

## 背景
レーガン・ドクトリンは、それぞれの時代の国際関係への対処法を示し外交政策の解決を提案するために作成された外交「ドクトリン」を展開する合衆国大統領の伝統を踏襲した。この慣習は1823年にジェームズ・モンロー大統領のモンロー主義とともに始まり、1904年にセオドア・ルーズベルトにより導入された時にルーズベルト・ドクトリンと呼ばれたローズヴェルトの系論へと続いた。
現在の第二次世界大戦後の大統領のドクトリンの伝統は､アメリカ合衆国がソ連の影響からギリシャやトルコを引き離し続ける冷戦戦略の一環として両国政府への支援を行う1947年のトルーマン・ドクトリンから始まった。トルーマン・ドクトリンはアイゼンハワー・ドクトリン、ケネディー・ドクトリン、ジョンソン・ドクトリン、ニクソン・ドクトリン、カーター・ドクトリンが続き、この全ては政権の世界最大の取り組みに関するそれぞれの大統領の外交政策の手法を定義した。

## レーガン・ドクトリンの起源

### カーター政権とアフガニスタン

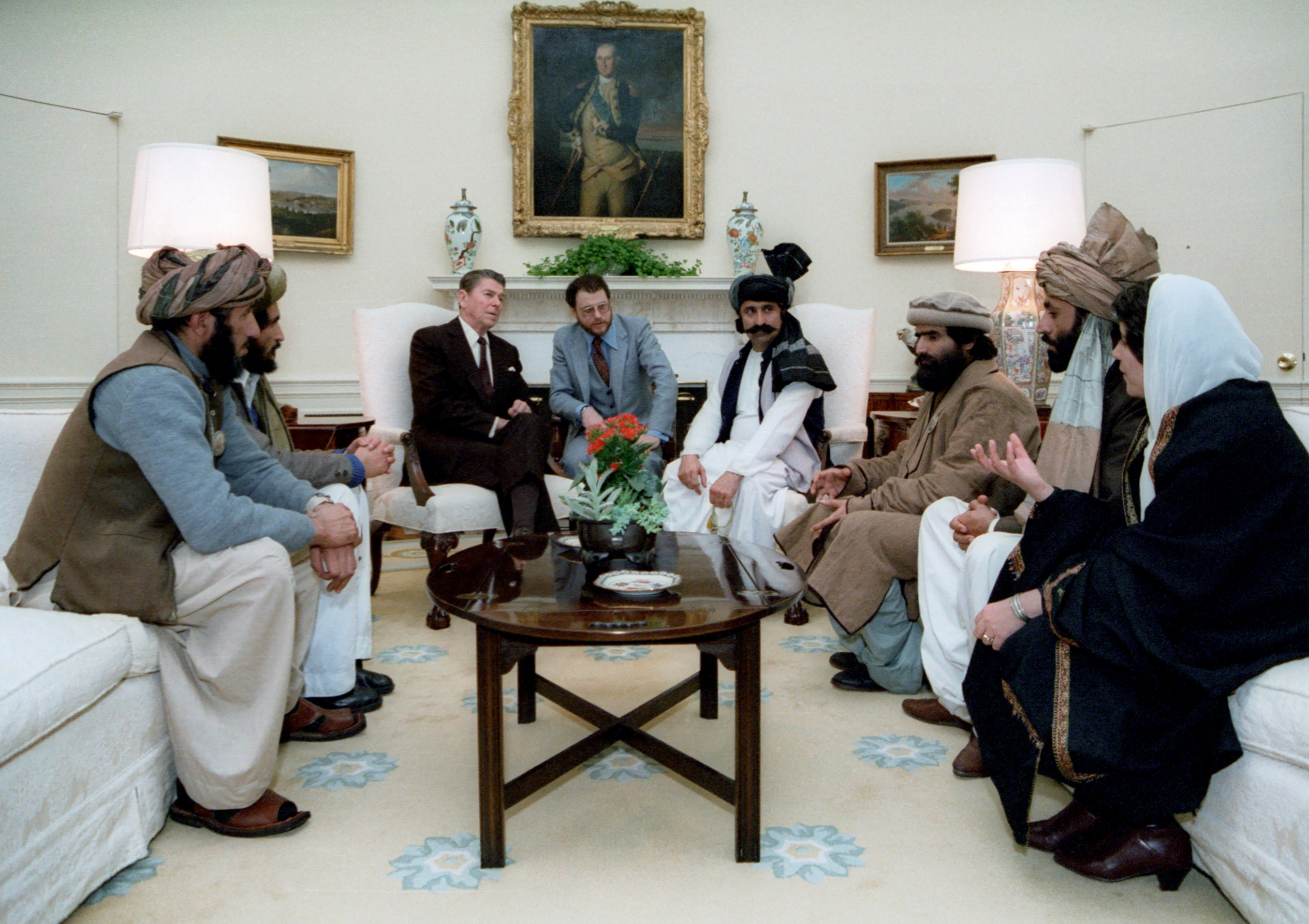
1983年に大統領執務室でムジャーヒディーン指導者と会うレーガン大統領

レーガン・ドクトリンの構成要素の少なくとも一つは、厳密に言えばレーガン大統領時代より遡る。アフガニスタンではカーター政権がアフガニスタンからソ連を追い出そうとするアフガニスタンのムジャーヒディーンへの限定的な極秘の軍事援助を開始するか少なくともアフガニスタン紛争の軍事的費用や政治的費用を増大させ始めていた。ソ連の占領に対する戦争におけるムジャーヒディーンを援助する政策は、元々カーターのズビグネフ・ブレジンスキー国家安全補佐官により提案され、アメリカ合衆国の情報機関により実行された。広範な民主・共和両党の政治的支援が与えられた。
民主党のチャールズ・ネスビット・ウィルソン議員は、アフガニスタン訴訟に取りつかれることになり、丁度民主党が中央アメリカにおけるCIAの地下戦争について酷評した時に、ティップ・オニール下院議長の暗黙の認可を得てCIAのアフガニスタン戦争の資金に関して投票を行う他の民主党議員を鼓舞する下院歳出委員会の地位を活用できた。ジョージ・クライル3世の本チャーリー・ウィルソンズ・ウォーに示された複雑な人間模様であった。
ウィルソンはCIA幹部ガスト・アヴラコトスと結託してムハンマド・ジア＝ウル＝ハクの軍統合情報局を通じて支援しながらムジャーヒディーンの為の支援を大いに強める数十人の部内者のグループを作った。アヴラコトスとウィルソンは、反乱軍兵士の為の支援を増大させるためにエジプトやサウジアラビア、イスラエル、中国などの様々な反ソ諸国から指導者を選び出した。アヴラコトスはムジャーヒディーンが用いる戦法や兵器、兵站、訓練を刷新することでゲリラの優位を強化する為に若い民兵将校マイケル・G・ヴィッカーズを雇った。ペンタゴン当局者マイケル・ピルズベリーとビンセント・カニストラロは、スティンガーミサイルを反乱軍兵士に提供するようCIAに圧力をかけた。レーガン大統領の極秘行動計画は、アフガニスタンのソ連占領を終わらせる援助で信任を与えられた。

### 主導権を握るヘリテージ財団
レーガン政権の出現と共にヘリテージ財団などの保守系外交シンクタンクは、アフリカやアジア、ラテンアメリカのソ連と繋がりのある国々の反共抵抗運動へのアメリカ合衆国の支援など多くの地球的「ドクトリン」にはっきりとカーターのアフガニスタン政策を拡大する政治的機会と捉えた。政治アナリストトーマス・ボーエンハイマーとロバート・グールドによると、「具体的な政策に理論を翻訳するのがヘリテージ財団であった。ヘリテージ財団は巻き返しにアフガニスタン、アンゴラ、カンボジア、エチオピア、イラン、ラオス、リビア、ニカラグア、ベトナムの9か国に的を絞った。」
1980年代を通じてヘリテージ財団の第三世界に関する外交政策の専門家で財団の主要なレーガン・ドクトリン擁護者マイケル・ジョーンズは、アンゴラやカンボジア、ニカラグアなどのソ連が支援する国々の抵抗運動とともに訪れ、レーガン政権に軍事的支援や政治的支援を開始するか拡張するように要請した。ヘリテージ財団外交政策の専門家は、レーガン政権当局者に総合的な助言を行う指導の為の信認に関する書物2冊でもレーガン・ドクトリンを承認させた。
結果はアフガニスタンに加えてアンゴラのUNITAやニカラグアの「コントラ」への軍事支援を行うアメリカ合衆国と共にレーガン・ドクトリンがどちらの国に対する宣戦布告を行うことなくアンゴラやニカラグアで早急と言えるくらいに当てはまったことであった。1989年10月にヘリテージ財団に向けてUNITAの指導者ジョナス・サヴィンビは、ヘリテージ財団の努力を「偉大な支援の源である。アンゴラ人は諸君の努力を忘れない。ジャンバに来て、我々のメッセージを議会と政権に齎した」と言った。UNITAに対するアメリカ合衆国の援助は、公式には議会がUNITAへの軍事援助に関して長年の禁止規定であったクラーク修正を廃止して流れ始めた。
こうした勝利に続いてジョーンズとヘリテージ財団は、エチオピア飢饉がエチオピアのソ連が支援するメンギスツ・ハイレ・マリアム政権の軍事政策や農業政策を創設したと主張するエチオピアにレーガン・ドクトリンを更に拡大するよう要請した。ジョーンズとヘリテージ財団は、メンギスツがエリトリアの紅海の港にソ連の海軍や空軍を置くことを許す決定をしたのは、中東や北アフリカにおけるアメリカ合衆国の安全保障に関する関心に対する戦略的な挑戦を示したものであるとも主張した。
ヘリテージ財団とレーガン政権は、カンボジアにもレーガン・ドクトリンを適用しようと努力した。カンボジアの共産主義政権と戦う最大の抵抗運動は、人権状況が20世紀で最悪であった嘗てのクメール・ルージュにより広く結成された。従ってレーガンはベトナムの占領を終わらせる努力をしながらKPNLFとして知られ当時ソン・サンが率いていたクメール人民民族解放戦線と呼ばれた連合体である小規模なカンボジア抵抗運動への援助を行うことにした。結局ベトナムは撤退し、カンボジアの共産主義政権は崩壊した。その際国際連合管理の下で自由な選挙が行われた。
レーガン・ドクトリンはヘリテージ財団やアメリカ企業研究所からの強力な支援を享受したとはいえ、リベラル派のケイトー研究所は、1986年に「殆どの第三世界での騒乱はアリーナで行われ本来のアメリカの安全保障の必要性からは程遠い存在である。このような騒乱にアメリカ合衆国が関わることは、重大な将来の取り分を獲得することなく共和国が既に限界を超えて関わっている状況を拡大している。ソ連の軍備や金融が枯渇する代わりに結局我々が自身の分を浪費することになる」と主張してレーガン・ドクトリンに反対した。
しかしケイトー研究所でさえレーガン・ドクトリンは「外交問題は何十年にもわたり行われていなかったのでアメリカ合衆国の保守派の運動の熱狂ぶりを打ち破った」と認めた。公式の政策としてはレーガン・ドクトリンに反対する一方で、ケイトー研究所はこうした抵抗運動を私的な機関や市民に禁止する法的な障壁を除去するよう議会に要請した。

### レーガン政権の擁護者

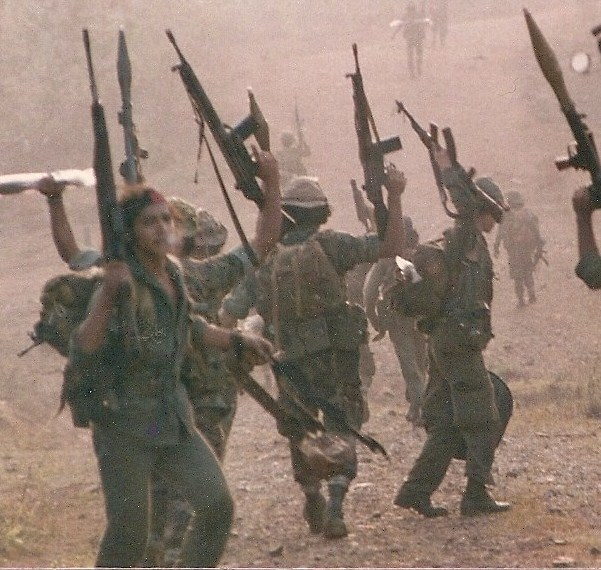
アメリカ合衆国が支援するニカラグアのコントラ

レーガン政権期にこのドクトリンはキャスパー・ワインバーガーアメリカ合衆国国防長官やジーン・カークパトリックアメリカ合衆国国際連合大使、ジョン・ポインデクスターやフランク・カールッチ、コリン・パウエルなどのレーガンの国家安全保障補佐官を含むレーガンの最高国家安全担当当局者や外交政策当局者のほぼ全てにより早急に受け入れられた。
レーガン自身が政策の唱道者であった。1985年2月に1985年一般教書演説でドクトリンに対する議会の支援を拡大するように求めて、レーガンは「ソ連の攻撃を許さず生まれながらの権利を保障するためにアフガニスタンからニカラグアまで全ての大陸で危険に晒されている人々との信頼を壊してはならない。自由の戦士を支援することは、自衛手段である」と言った。
ニカラグアのコントラに対する議会の支援を得る努力の一環としてレーガンはコントラを「コントラが人権を無視した為に容易には認められないアメリカ合衆国建国の父と同じようなモラル」と位置付けた。コントラ指導部でコカイン取引に関わる者がいたとの主張もあった。
レーガンらレーガン･ドクトリンの保守系の擁護者は、ドクトリンがアメリカ合衆国の外交政策や戦略的対象を供給しレーガンや補佐官、支援者が「悪の帝国」と位置付けた嘗てのソビエト連邦に対する絶対に必要なモラルであると主張した。

### その他の擁護者
レーガン・ドクトリンの初期の保守系擁護者に最終的に登録されたUNITAロビイストでアンゴラのサヴィンビのUNITA運動の経済顧問になったグローバー・ノークイストやアフガニスタンのムジャーヒディーンとの数回にわたる極秘訪問をしソビエトの占領に対する勇気に関する熱烈な報告をもたらしたレーガンの元演説原稿執筆者で現職のダナ・ローラバッカー議員がいた。ローラバッカーはムジャヒディーンのジャック・ウィーラーとの接触によりアフガニスタンに導かれた
。

### 「レーガン・ドクトリン」の起源
1985年、アメリカ合衆国の支援は、ムジャーヒディーンやサヴィンビのアンゴラ全面独立民族同盟、ニカラグアのコントラに流れていたので、コラムニストのチャールズ・クラウトハマーは、タイムに寄せた論文でこの政策を「レーガン・ドクトリン」と名付け、名称が固定した。

## 「巻き返し」に置き換えられる「封じ込め」

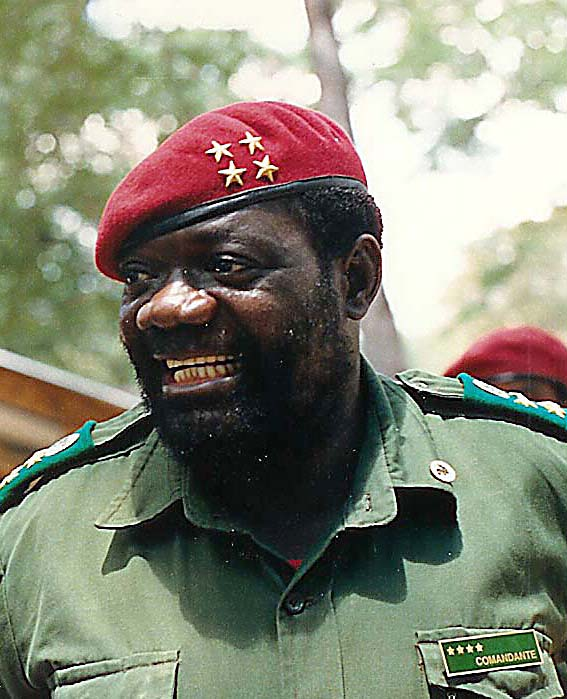
アメリカ合衆国が支援するアンゴラ全面独立民族同盟指導者ジョナス・サヴィンビ

レーガン・ドクトリンは第二次世界大戦後のアメリカ合衆国の外交政策における重要な移行を表したために特に重要であった。レーガン・ドクトリンに先立ち冷戦におけるアメリカ合衆国の外交政策は、元々ジョージ・ケナンやジョン・フォスター・ダレスら第二次世界大戦後のアメリカ合衆国の外交政策の専門家が言ったように「封じ込め」に起源があった。大統領になる4年前の1977年1月にレーガンはリチャード・V.アレンとの話し合いで冷戦に関連する基本的な願望をありのままに述べた。「ソビエト連邦に対するアメリカの政策に関する考えは、簡単で、極端に割り切っているという人もいるでしょう。」と言った。「それはこうです。我々が勝ち彼らが負ける。そのことについて何か考えがありますか。」
同様の「巻き返し」政策が冷戦期に数回考えられたが、冷戦の強化と核戦争の可能性を恐れるアメリカ合衆国政府は、直接ソビエト連邦と対決しないことを選択した。レーガン・ドクトリンと共にこうした恐れは破棄され、アメリカ合衆国はドクトリンの対象とする国の抵抗運動への支援を通じてソ連の支援する政府と公然と対決し始めた。
レーガン・ドクトリンでひとつ理解されている利点は、支援する国に於いてソビエト連邦の高価な支出に対して相対的に安い費用でゲリラを支援できる点であった。もう一つの利点は、負傷者を伴わずにアメリカ合衆国がソ連軍に対峙できるアメリカ軍の直接的な関与を少なくできた点であった。特にアメリカ同時多発テロ事件以後、レーガン・ドクトリン批評家に世界の様々な地域に大量の武器を移送することを促進しこの地域の軍事指導者を訓練することでレーガン・ドクトリンはアフガニスタンのアルカーイダのようなアメリカ合衆国に対して敵意を結局強める政治活動や軍事活動を強化することで「吹き返し」に積極的に関与していると主張する人がいる。しかしジェーソン・バークやスティーヴ・コール、ピーター・バーゲン、クリストファー・アンドリュー、ワシリー・ミトロヒンのような学者は、ウサーマ・ビン・ラーディンが「CIAの監視対象外」であり「CIAの資金援助するビン・ラーディンやムジャーヒディーンを支援することになった他のアラブ義勇軍の誰かとの主張」を「裏付ける情報源」に関する「支援」はなかったと主張している。ムジャーヒディーンに対するパキスタンISIに与えられたアメリカの援助は、ムジャーヒディーンとパキスタン諜報機関との長期の関係を作り上げた。後にアフガニスタン紛争でパキスタンは関心を増すことになる機関の増大を要請し、潜在的にインドとの新たな紛争の恐れからパキスタンを支援するよう要請した。このことは後にアルカーイダとの共闘の意思表示をするタリバンが隆盛になることに対するパキスタンの支援を導き出した。

### ニカラグアに関する議論
歴史家のグレッグ・グランディンはアメリカ合衆国とテロリズムに対する現実のアメリカ合衆国の支援により唱道される公式の理想の間の乖離について述べた。「アメリカ合衆国が反乱者に対抗する国ではなく反共傭兵を後援するニカラグアは、政治的なテロリズムに対するアメリカ合衆国の政策と支援を正当化する為に用いられる理想主義の間の乖離を同様に表していた。・・・外交に関する政策論争の領域で共和党員により受け入れられる理想主義に対する帰結は、従って政治的なテロであった。ラテンアメリカの汚い戦争で最も汚いものにアメリカの使命における信頼が自由の名における残虐行為を正当化する点があった。」グランディンはアメリカ合衆国の後援するコントラの行為を検証し、特に非人間的で獰猛である証拠を見つけた。「ニカラグアではアメリカ合衆国の後援するコントラは、文民や外国の援助要員を無力化し骨抜きにしさもなければ台無しにした。犠牲者の目の届かないところでスプーンを用いることで名声を得た者がいた。ある奇襲攻撃でコントラは文民の擁護員の胸を切り、別の人の骨から肉をはぎ取った。」
フレデリック・H.ガロー教授はコントラは「国営農業公社や田舎の医院、村、戦闘員を除く橋や電力会社を攻撃した」と書いている。アメリカ合衆国の工作員は、戦闘に直接関わった。「CIAのコマンドーはニカラグアの港湾施設で起きた一連の罷業を開始した。国内の主要な港に地雷を敷設し、国内最大の石油備蓄基地を攻撃した。」1984年、アメリカ合衆国議会はこの介入をやめるよう指示したが、後にレーガン政権が違法に継続していたことが明らかになった（イラン・コントラ事件参照）。ガローはこの活動をアメリカ合衆国による「卸売テロリズム」と評した。
心理作戦におけるニカラグアのコントラの訓練用のCIAの手引きが、1984年にメディアに漏れ、「ゲリラ戦争における心理作戦」と題していたが、「宣伝効果のある暴力の選択的使用」や政府職員の「中立化」を要請していた。ニカラグアのコントラは、指導に当たって教育された。
・・・注意深く標的（裁判官や警察職員、徴税官など）を選び計画するPSYOP心理作戦の効果の為に軍を選択的に使用することは、UWOA型にはまらない軍事作戦区域でPSYOP効果の為に除去されるかも知れないが、広範な予防措置は、任務遂行の前後に人々が感情的な住民に提案する説明を通じてこのような活動で「一致する」ことを保証しなければならない。—ジェームズ・ボヴァード（自由日報）
同様に元外交官のクララ・ニエトは、自身の本Masters of Warで「CIAはニカラグア沿岸を離れた母艦からの一連のテロ活動を開始した」と告発した。1983年9月、ロケットでプエルト・サンディーノを攻撃したCIAを告発した。翌月、フロッグマンは国内唯一の同港の水中石油パイプラインを爆破した。10月、石油貯蔵タンクやガソリン貯蔵タンク5か所を爆破する迫撃砲やロケット、手榴弾でニカラグア最大の港プエルト・コリントに対する攻撃があった。100人以上が負傷し、二日間無政府状態に陥った猛烈な火砲は、23000人の避難民を生み出した。
1984年にニカラグア事件を審理した際、国際司法裁判所は積極的に反乱でコントラを支援しニカラグアの海軍海域に地雷を仕掛けることで国際法を侵害した為にアメリカ合衆国はニカラグアに賠償金を支払わなければならないと判決した。アメリカ合衆国は裁判所が国際司法裁判所には事件を聴取する権限が欠如しているとの主張を却下すると司法手続きに参加することを拒否した。アメリカ合衆国は後に国際連合安全保障理事会で拒否権を行使することで審理の遂行を妨害し、故にニカラグアにいかなる賠償金を課すことも妨げた。
レーガン政権の支持者は、アメリカ合衆国がニカラグアへの最大の支援国でありエルサルバドルの軍事政権に対する共産主義者の反乱に対する軍事行動をサンディニスタが停止に合意していれば二倍の援助を再開できたと指摘している。元職員のロジャー・ミランダは、「ワシントンは中央アメリカの政府を転覆するサンディニスタの企図を無視できなかった」と書いた。ニカラグアの人権に関する恒久委員会は、最初の6か月で少なくとも2000人が殺され最初の数年で3000人が失踪したサンディニスタの人権侵害を非難した。その後14000件の拷問や強姦、誘拐、切断、殺人が記録されている。国際連合国際司法委員会はサンディニスタ人民裁判所が野党全てを抑圧しようとしたことに気付いた。人権に関する恒久委員会は6000人の政治犯を特定した。18万人の農民を再定住キャンプに強制移住させた。指導的なサンディニスタは、暴動を大衆騒乱と見た。コントラは自身の指導と共に「農民運動」となり（ルイス・カリオン）、「田舎に広大な社会的基盤」を持ち（オルランド・ヌネス）、「反革命軍への数多の農民の統合」は、「サンディニスモの政策や制限、失敗」により憤慨し（アレハンドロ・ベンダナ）、「多くの土地のない農民は」、国家共同体を無力にする「戦争に行き」、コントラの司令官は、嘗ての（ソモサの）民族防衛隊将校を駆逐した多くはソモシスモと縁のない小農であった（セルヒオ・ラミレス）」。従ってコントラの大半がテロ戦術に頼ることは、例外なく認められている。

### 地下作戦
レーガン政権がヘリテージ財団の計画をアフガニスタンやアンゴラ、ニカラグアで実行に移し始めると、初めは正式な政策の一環としてではなく秘密の作戦として企図された。Rollbackという本によると、「牽制は公然のものになり得たが、巻き返しは秘密にすべきものであった長年に慣習に従ってヘリテージ計画のレーガン政権の当初の実行は、秘密裡に行われた。」しかし結局はレーガン政権はこの政策を公然と支援した。

## 議会の投票
レーガン・ドクトリンがレーガン政権やヘリテージ財団、影響力のある数人の議員の強力な支援から利益を得ていたとはいえ、抵抗運動（特にニカラグアのコントラ）に対する重大な資金援助に関する多くの投票は、レーガン・ドクトリンを1980年代後半のアメリカの異論のある政治問題の一つにしながら非常に接近していた。

## レーガン・ドクトリンと冷戦の終焉
武器がコントラやサヴィンビのUNITA、ムジャーヒディーンに流れ、レーガン・ドクトリンの擁護者は、ドクトリンがアメリカ合衆国と世界の民主主義に建設的な結果を齎していると主張した。
ニカラグアではコントラからの圧力がサンディニスタに戒厳令の開止をさせ、その後1990年の選挙で敗れた。アフガニスタンではムジャーヒディーンがソビエト軍の撤退に会い、ソビエト軍の為に道路を舗装した。アンゴラではサヴィンビの抵抗運動が交渉された移住の一環としてアンゴラから軍と軍事顧問を帰らせるソビエト連邦とキューバにより結局は決定されることになった。カンボジアではベトナム軍が撤退し、連立政権が崩壊した。
この展開は全てレーガン・ドクトリンの勝利であり、ドクトリンの擁護者は、最終的にはソビエト連邦の崩壊につながったと主張している。マイケル・ジョーンズは後に「ソ連の圧政に抵抗する自由の戦士を支援するレーガンの導き出した効果は成功裏にソビエト連邦の最初の主要な軍事的な敗北に結び付きアフガニスタンから送り返す赤軍を送ることは歴史上最も深く前向きで重要な展開の一つとして単純だが最も重要な貢献要素の一つであることを証明した」と主張した。
しかしソ連崩壊に関するレーガンの役割の重要性についてはかなりの異論がある。

## サッチャーの視点
他に1979年から1990年までイギリスの首相であったマーガレット・サッチャーは、冷戦を終結させた功績がレーガン・ドクトリンにあると認めている。1997年12月、サッチャーはレーガン・ドクトリンが「共産主義との停戦を終わらせたと公言している。西側はソ連が自分の影響圏と主張する故に単純に自由を控える運命だとして今後は世界のどことも関連しなくなることになる。私たちは共産主義に対する思想の戦いを行い、圧政から国民を救い出す戦いをする人々への物質的な援助を行う。」と言った。

## イラン・コントラ事件
ニカラグアのサンディニスタに反対するコントラに対するアメリカ合衆国の資金援助は、秘密の資金源から調達された。アメリカ合衆国議会はコントラの効果に関する十分な資金と認めず、ボランド修正は更なる資金援助を禁止した。1986年、イラン・コントラ事件として知られることになる話題でレーガン政権は武器販売が捕虜の解放を保証し諜報機関にニカラグアのコントラに資金援助することを認めることを望んで武器禁輸の問題であるイランに武器を違法に販売したことを容易にした。

## サヴィンビの死
2002年2月、アンゴラ全面独立民族同盟のジョナス・サヴィンビがアンゴラ東部の待ち伏せ作戦でアンゴラ軍に殺された。サヴィンビの後継者は、様々にいたが、運動はサヴィンビと密接な関係があったために1980年代後半の影響力を持つ政治勢力や軍事勢力を回復することは決してなかった。

## レーガン・ドクトリンの終焉

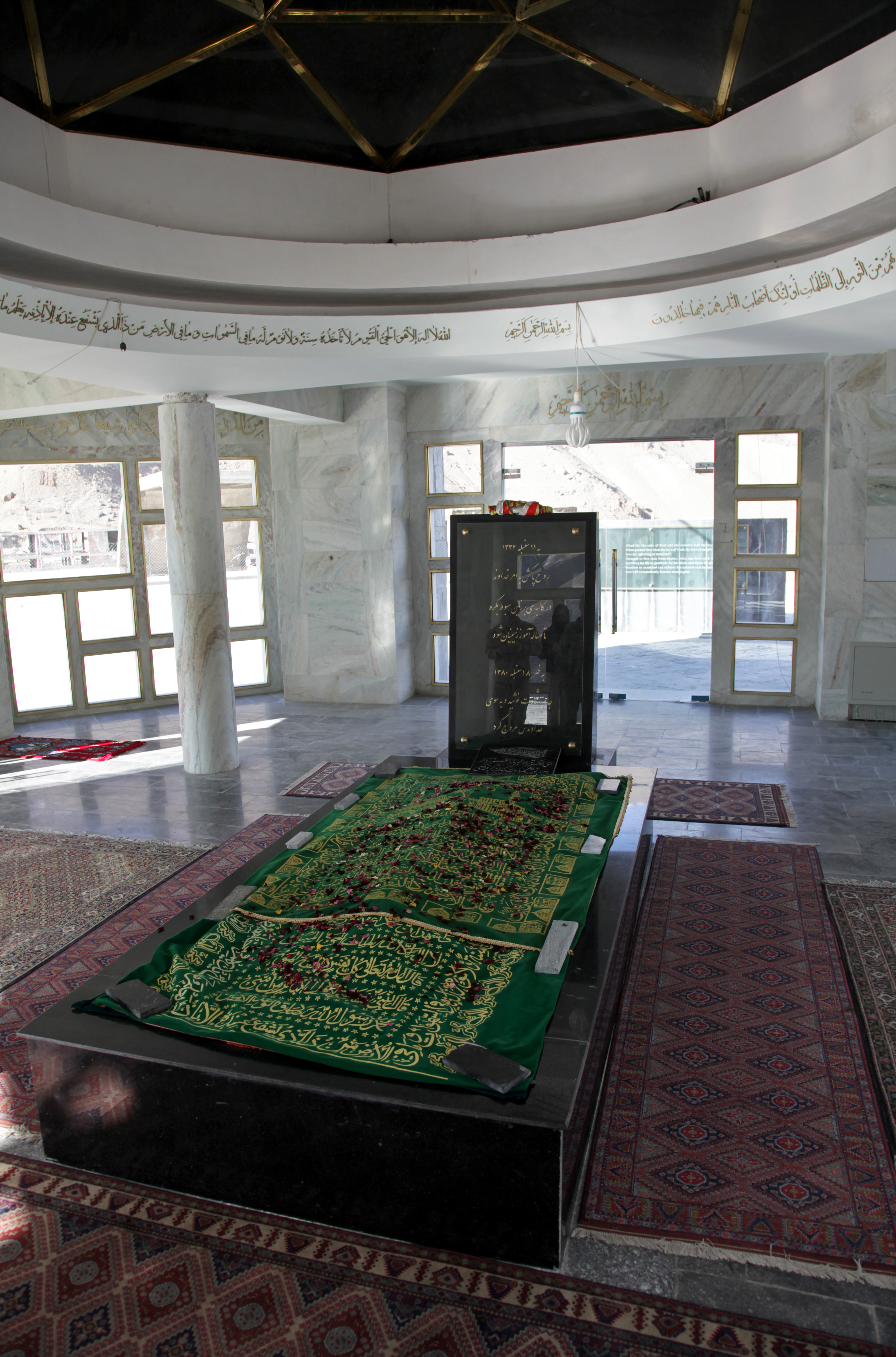
アフガニスタンのパンジシール渓谷にあるアフガニスタンのムジャーヒディーン指導者アフマド・シャー・マスードの墓

ロナルド・レーガンと政権の外交政策に密接に関わりがあるとはいえ、レーガン・ドクトリンは1989年にアメリカ合衆国大統領になるレーガンの後継者ジョージ・H・W・ブッシュの政権まで続いた。しかしブッシュ大統領は冷戦と湾岸戦争の最後の年にあたり、レーガン・ドクトリンは間もなく冷戦が終焉の時代を迎えるとアメリカ合衆国の政策から消えていった。ブッシュは軍事費の減少による経済効果と共に冷戦の終結に対する平和の分け前とも述べた。ビル・クリントン大統領の任期が終わると、アメリカ合衆国の外交政策の変更は、前のビル・クリントン大統領時代から軍事費を増大させた息子のジョージ・W・ブッシュ大統領と新たなブッシュ・ドクトリンに引き継がれた。
ニカラグアでは軍事的圧力や政治的圧力に直面するサンディニスタ政権が1990年にコントラの政治部門が参加する新たな選挙に合意するとサンディニスタ革命は終了した。アンゴラではソ連やキューバなどの軍や軍事顧問がアンゴラから撤退する合意がなされた。1989年にもアフガニスタンに関連してソ連の指導者ミハイル・ゴルバチョフはアメリカ合衆国が支援するムジャーヒディーンとの戦争を「血が出るような痛手」と位置付け、ソ連の占領を終わらせた。

### 大衆文化のレーガン・ドクトリン
- ビン・ラディン：9.11事件に絡みレーガン・ドクトリンとアメリカ合衆国政府を非難するイモータル・テクニックとDJ グリーン・ランターン（英語版）によるヒップホップの歌。この歌のナイトクラブ版が、後にエミネムとモス・デフの編曲で発表された[要出典]。
- チャーリー・ウィルソンズ・ウォー：2007年12月に公開されたゴールデングローブ賞とオスカーの候補になったユニバーサル・ピクチャーズの映画。ソ連のアフガニスタン侵攻に続くアフガニスタンのムジャーヒディーンに対する軍事支援を行うアメリカ合衆国の初期の努力を描写している。
- マイアミ（英語版）：ジョーン・ディディオンによる本は、キューバのフィデル・カストロの共産主義政権などの政権を転覆させるアメリカ合衆国の努力を網羅している[要出典]。

## 参照
1. ↑  Message on the Observance of Afghanistan Day by U.S. President en:Ronald Reagan, March 21, 1983
2. 1 2 3  Crile, George (2003). Charlie Wilson's War: The Extraordinary Story of the Largest Covert Operation in History. Atlantic Monthly Press, page 246, 285, 302, and elsewhere
3. ↑  http://www.globalissues.org/article/258/anatomy-of-a-victory-cias-covert-afghan-war
4. ↑  Victory: The Reagan Administration's Secret Strategy That Hastened the Collapse of the Soviet Union (Paperback)by Peter Schweizer, Atlantic Monthly Press, 1994 page 213
5. ↑   Rollback!: Right-wing Power in U.S. Foreign Policy. South End Press. (1 July 1999). p. 82. ISBN 0896083454
6. ↑  "Think tank fosters bloodshed, terrorism", The Daily Cougar, August 22, 2008.
7. 1 2  "The Coming Winds of Democracy in Angola," by Jonas Savimbi, Heritage Foundation Lecture #217, October 5, 1989. Archived 2006年11月22日, at the Library of Congress Web Archives
8. ↑  "A U.S. Strategy to Foster Human Rights in Ethiopia, by Michael Johns, Heritage Foundation Backgrounder #692, February 23, 1989.
9. ↑  Far Eastern Economic Review, December 22, 1988, details the extensive fighting between the U.S.-backed forces and the Khmer Rouge.
10. ↑  "Cambodia at a Crossroads", by Michael Johns, The World and I magazine, February 1988.
11. ↑  United Nations Security Council  Resolution  745.  S/RES/745(1992)  28 February 1992.  Retrieved 2008-04-09.
12. ↑  “Cato Institue Policy Analysis No. 74: U.S. Aid to Anti-Communist Rebels: The "Reagan Doctrine" and Its Pitfalls” (PDF) (英語).   Cato Institute (1986年6月24日). 2014年9月6日閲覧。
13. ↑  "U.S. Aid to Anti-Communist Rebels: The 'Reagan Doctrine' and Its Pitfalls," Cato Institute, June 24, 1986.
14. ↑  Chang, Felix (February 11, 2011). “Reagan Turns One Hundred: Foreign Policy Lessons”. The National Interest 2012年1月12日閲覧。.
15. ↑  "In Reagan's Footsteps," Jewish World Review, November 14, 2003.
16. ↑  "The Contras and Cocaine", Progressive Review, testimony to U.S. Senate Select Committee on Intelligence Hearing on the Allegations of CIA Ties to Nicaraguan Contra Rebels and Crack Cocaine in American Cities, October 23, 1996.
17. ↑  "Savimbi's Shell Game," Bnet.com, March 1998[リンク切れ]
18. ↑  "Profile: Dana Rohrabacher," Cooperative History Research Commons, September 17, 2001. Archived 2006年4月18日, at the Wayback Machine.
19. ↑  "The Reagan Doctrine", by Charles Krauthammer, Time magazine, April 1, 1985.
20. ↑  The Man Who Won the Cold War, by Richard V. Allen
21. ↑  "Think Tank Fosters Bloodshed, Terrorism," The Cougar, August 25, 2008.[リンク切れ]
22. ↑  See Jason Burke, Al-Qaeda (Penguin, 2003), p59; Steve Coll, Ghost Wars: The Secret History of the CIA, Afghanistan and Bin Laden (Penguin, 2004), p87; Peter Bergen, The Osama bin Laden I Know (Free Press, 2006), pp60-1; Christopher Andrew and Vasili Mitrokhin, The Mitrokhin Archive II: The KGB and the World (Penguin, 2006), p579n48.
23. ↑  Grandin, Greg. Empire’s Workshop: Latin America, The United States and the Rise of the New Imperialism, Henry Holt & Company 2007, 89
24. ↑  Grandin, Greg. Empire’s Workshop: Latin America, The United States and the Rise of the New Imperialism, Henry Holt & Company 2007, 90
25. ↑  
Gareau, Frederick H. (2004). State Terrorism and the United States. London: Zed Books. pp. 16 & 166. ISBN 1-84277-535-9
26. ↑  
Blum, William (2003). Killing Hope: U.S. Military and CIA Interventions since World War II. Noida, India: Zed Books. p. 290. ISBN 1-84277-369-0
27. ↑  “Terrorism Debacles in the Reagan Administration”. The Future of Freedom Foundation. 2006年8月21日時点のオリジナルよりアーカイブ。2006年7月30日閲覧。
28. ↑  Nieto, Clara (2003). Masters of War: Latin America and United States Aggression from the Cuban Revolution Through the Clinton Years. New York: Seven Stories Press. pp. 343–345. ISBN 1-58322-545-5
29. ↑  “Case concerning military and paramilitary activities in and against Nicaragua (Nicaragua v. United States of America), International Court of Justice, Order of 26 september 1991” (PDF).   ？ (1991年9月26日). 2015年9月24日時点のオリジナルよりアーカイブ。2014年9月6日閲覧。
30. ↑  Morrison, Fred L. (January 1987). “Legal Issues in The Nicaragua Opinion”. American Journal of International Law 81 (1):  160–166. doi:10.2307/2202146. JSTOR 2202146. "Appraisals of the ICJ's Decision. Nicaragua vs United State (Merits)"
31. ↑  Dissenting Opinion of Judge Schwebel, Nicaragua v. United States of America – Merits, ICJ, June
27, 1986, Factual Appendix, paras. 15-8, 22-5. See also Sandinista admissions in Miami Herald, July 18, 1999.
32. ↑  Roger Miranda and William Ratliff, The Civil War in Nicaragua (Transaction, 1993), pp116-8.
33. ↑  John Norton Moore, The Secret War in Central America (University Publications of America, 1987) p143n94 (2,000 killings); Roger Miranda and William Ratliff, The Civil War in Nicaragua (Transaction, 1993), p193 (3,000 disappearances); Insight on the News, July 26, 1999 (14,000 atrocities).
34. ↑  Humberto Belli, Breaking Faith (Puebla Institute, 1985), pp124, 126-8.
35. ↑  Robert S. Leiken, Why Nicaragua Vanished (Rowman & Littlefield, 2003), pp148-9, 159. See also Robert P. Hager, “The Origins of the Contra War in Nicaragua,” Terrorism and Political Violence, Spring 1998.
36. ↑  A Twilight Struggle: American Power and Nicaragua, 1977-1990, Robert Kagan, Simon & Schuster, 1996.
37. ↑  Dinesh D'Souza (2004年11月7日). “It Was Reagan Who Tore Down That Wall”. ロサンゼルス・タイムズ
38. ↑  "Charlie Wilson's War Was Really America's War," by Michael Johns, January 19, 2008.
39. ↑  http://hnn.us/articles/5569.html
40. ↑  "The Principles of Conservatism," by Margaret Thatcher, Lecture to the Heritage Foundation, December 10, 1997.
41. ↑  Excerpted from The Reagan Doctrine: Third World Rollack, End Press, 1989. Archived 2007年11月8日, at the Wayback Machine.
42. ↑  "The Soviet Decision to Withdraw, 1986-1988" U.S. Library of Congress.

## 読み物
- Meiertöns, Heiko (2010). The Doctrines of US Security Policy: An Evaluation under International Law. Cambridge University Press. ISBN 978-0-521-76648-7

### 描写と歴史
- "The Reagan Doctrine: The Guns of July", by Stephen S. Rosenfeld, Foreign Affairs magazine, Spring 1986.

### 学術部門
- The Reagan Doctrine: Sources of American Conduct in the Cold War's Last Chapter, by Mark P. Lagon, Praeger Publishers, 1994.
- The Great Transition: American-Soviet Relations and the End of the Cold War, by Raymond L. Garthoff, Brookings Institution, 1994.
- Deciding to Intervene: The Reagan Doctrine and American Foreign Policy, by James M. Scott, Duke University Press, 1996.
- "Freedom fighters in Angola: Test Case for the Reagan Doctrine", The Dean Peter Krogh Foreign Affairs Digital Archives, Georgetown University, November 16, 1985.
- "Savimbi's Elusive Victory in Angola", by Michael Johns, Congressional Record, October 26, 1989.
- "The Principles of Conservatism", by Honorable Margaret Thatcher, Heritage Foundation Lecture, December 10, 1997.
- "The Ash Heap of History: President Reagan's Westminster Address 20 Years Later", by Charles Krauthammer, Heritage Foundation Lecture, June 3, 2002.
- "U.S. Aid to Anti-Communist Rebels: The 'Reagan Doctrine' and its Pitfalls", by Ted Galen Carpenter, Cato Policy Analysis # 74, Cato Institute, June 24, 1986.
- "The Contras, Cocaine, and Covert Operations", by Gary Webb, National Security Archive, George Washington University, August 1996.
- "How We Ended the Cold War", by John Tirman, The Nation, October 14, 1999.
- "Think Tank Fosters Bloodshed, Terrorism", The Daily Cougar, August 25, 2008.